# Іванов Микола Іванович (міський голова)
Іванов Микола Іванович (1854 — ?) — міський голова Єлисаветграда з осені 1906 по січень 1911 р. (з листопада 1905 р. по осінь 1906 р. обов'язки міського голови виконував член управи Сава Савович Рутковський).

## З життєпису
За становою приналежністю М. Іванов був дворянином. До 1874 р. перебував на посаді кандидата при Одеському військово-окружному суді. У цьому ж році переїхав до Єлисаветграда й почав працювати присяжним повіреним. Одночасно з 1892 по 1910 рр. викладав військово-кримінальне законодавство в Єлисаветградському кавалерійському училищі.
За своїми політичними переконаннями був крайнім правим. Його військове минуле вплинуло на стиль керівництва. Якщо попередні два міські голови (Самуїл Турчанов, Олександр Пашутін) намагалися прислухатися до позицій депутатів, то М. Іванов керував авторитарно, що виявилося в деспотичному поводженні зі службовцями управи (наприклад, міським архітектором), в ігноруванні ролі міської думи як одного із центрів управління.
Наприклад, у 1908 р. поїхав до Москви домовлятися про реконструкцію електростанції, не повідомивши про це гласних. Така позиція викликала відкрите незадоволення деяких з них (П. К. Тобілевича).
Недемократичні методи управління, неефективна боротьба з епідемією холери в 1907—1910 рр. призвели до того, що в місцевій пресі діяльність мера висвітлювалася не з найкращого боку, хоча загальний курс розвитку міста не був змінений.